# Tausret
Tausret, auch Tauseretsetepenmut, war eine ägyptische Pharaonin in der 19. Dynastie (Neues Reich). Sie regierte von 1193 bis 1190/1188 v. Chr.

## Familie
Königin Tausret war die Große königliche Gemahlin des Sethos’ II. und Stiefmutter von König Siptah. Ihre Herkunft ist unbekannt. Sie trägt nicht den Titel Königstochter. Vielleicht war sie eine Enkeltochter von Ramses II., doch ist dies reine Spekulation. Das älteste, sicher datierbare Dokument von ihr stammt aus ihrem Grab im Tal der Könige und datiert ins zweite Regierungsjahr von Sethos II. Dies belegt, dass sie schon als Königsgemahlin ein Grab an diesem Ort hatte. Die meisten Königsgemahlinnen der 19. Dynastie wurden dagegen im Tal der Königinnen bestattet. Dies deutet auf ihre besondere Position, schon bevor sie regierende Königin wurde.

## Herrschaft

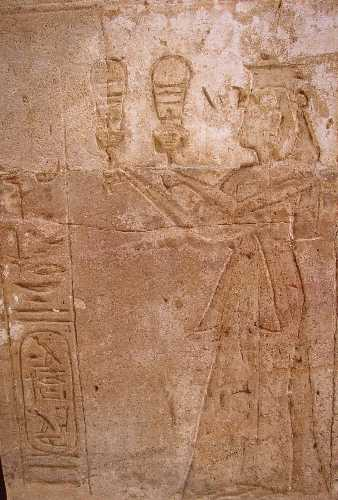
Tausret als Große königliche Gemahlin im Tempel von Amada

Zunächst führte sie von 1198 bis 1193 v. Chr. die Regentschaft („große Fürstin des ganzen Landes“ auf der Bilgai-Stele) für ihren noch unmündigen etwa 14-jährigen Stiefsohn Siptah, mit Unterstützung des einflussreichen Beamten Bay („Großer Schatzmeister des ganzen Landes“). König Siptah starb in seinem sechsten Regierungsjahr. Hartwig Altenmüller hat aufgezeigt, dass hierfür das Datum kurz vor dem Opet-Fest in seinem letzten Regierungsjahr angesetzt werden kann. Anlässlich dieses Festes konnte sich Tausret zeremoniell durch die Götter in der Thronfolge bestätigen lassen. Sie erhob Anspruch auf die Königswürde und nahm, wie bereits Hatschepsut 300 Jahre zuvor, den vollen Pharaonentitel an.
Tausret zählte Siptahs Regierungsjahre den ihren hinzu. In ihrem siebten Regierungsjahr ist die Ausrichtung des Tal-Festes im Jahr 1191 v. Chr. belegt.

## Ende der Regierungszeit
In ihren letzten Regierungsjahren verschlechterte sich die innenpolitische Lage zusehends und Gesetzlosigkeit und Plünderungen waren an der Tagesordnung. Der Papyrus Harris I, der sich im British Museum befindet, und eine Stele aus Elephantine berichten außerdem, dass auch die Götter keine Opfer mehr erhielten. Sethnacht, dessen Herkunft unbekannt ist, behauptete, vom Sonnengott selbst zum König auserwählt zu sein, um den Gesetzlosigkeiten ein Ende zu bereiten. Es folgten länger andauernde Auseinandersetzungen. 1190 v. Chr. übernahm Sethnacht zunächst die Herrschaft, ehe er ab 10. Payni (11. März) 1188 v. Chr. nach Tausrets Tod alleine regierte.

## Bautätigkeit
Aus der Zeit unter Siptah wurden diverse Reliefs am Tempel von Amada hinzugefügt. Hier erscheint sie mit den Titeln Gottesweib des Amun, große Königsgemahlin und Herrin der beiden Länder. In dem Tempel ist auch der Schatzmeister Bay als Person dargestellt, jedoch nicht Siptah, der nur in den Texten genannt wird. Dies deutet an, dass zu dieser Zeit Tausret und Bay die eigentlichen Regenten waren.
Außer ihrem Grab konnten Tausret nur folgende Bauwerke zugeordnet werden: Von einem Tempel in der Ramsesstadt stammt nur ein einzelner Block. Der Block mag von einem schon stehenden Tempel stammen, an dem die Königin Renovierungen durchführen ließ. Eine Stele aus Bilgal im Nildelta erwähnt eine Kapelle, die die Königin zu Ehren von Amun errichten ließ. Nichts Weiteres ist zu dieser Kapelle bekannt. Der wichtigste Bau ihrer Regierungszeit war sicherlich der unvollendete Totentempel, der sich in Theben-West, zwischen den Anlagen von Thutmosis IV. und von Merenptah, befindet.

## Grab

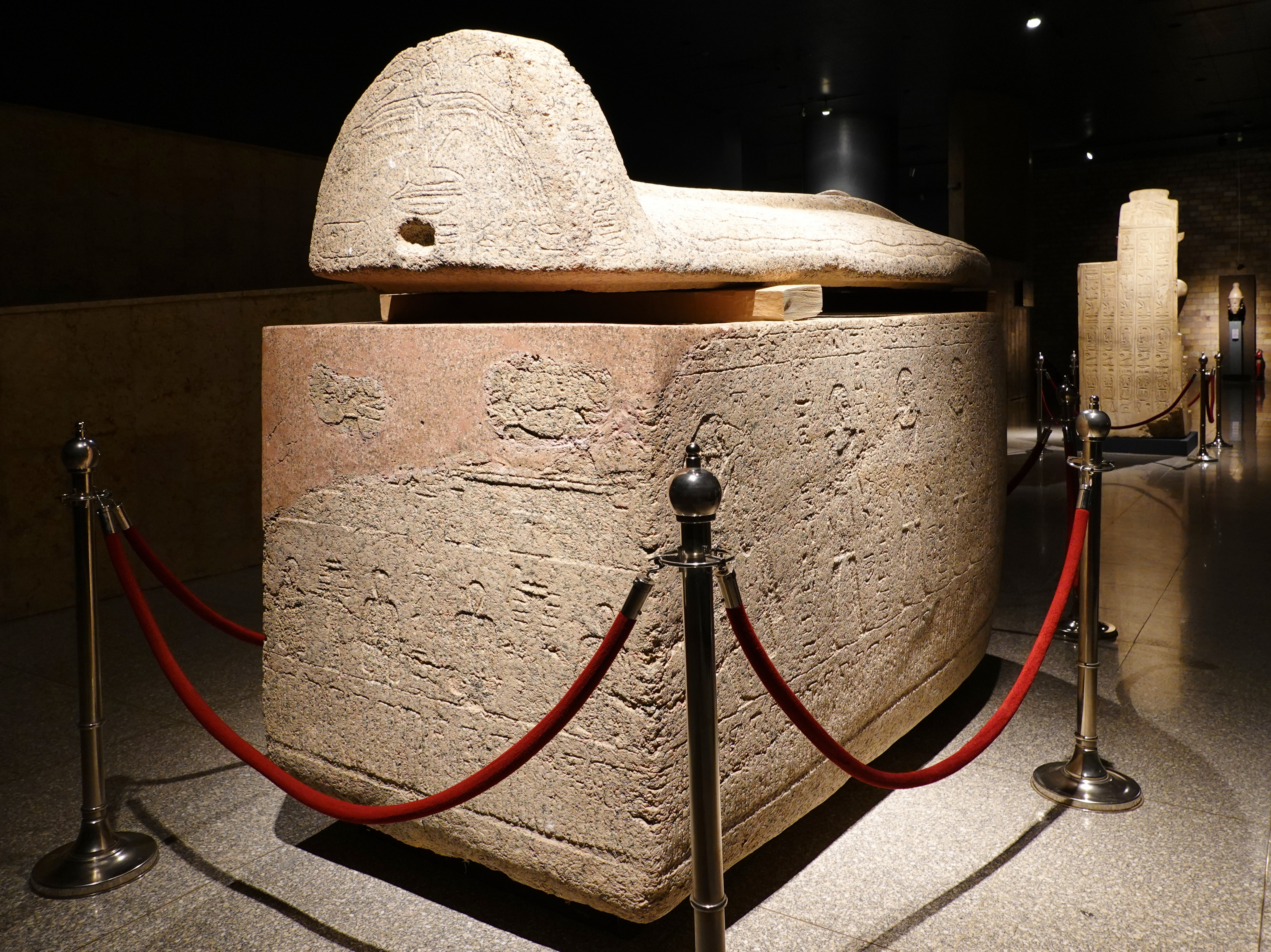
Der für die Königin Tausret bestimmte Sarkophag des Amunherchepeschef aus dem Grab des Bay (KV13) im Luxor-Museum

Das Grab der Tausret ist KV14 im Tal der Könige, das eine wechselvolle Geschichte aufzuweisen hat: Neue Erkenntnisse belegen, dass ihr Grab dort bereits unter Sethos II. angelegt wurde und nicht erst, wie zuvor angenommen, im 2. Regierungsjahr des Siptah. Als regierende Königin gestaltete sie dieses Grab dann mit den Elementen eines Königsgrabes. Sethnacht, der erste Herrscher der 20. Dynastie, entfernte ihre Mumie aus dem Grab, ließ die Inschriften ändern und baute das Grab für sich selbst um. Zweifel darüber, dass Königin Tausret wirklich in diesem Grab bestattet wurde, hegen Hartwig Altenmüller und Nicholas Reeves.